# Allen T. Wikoff

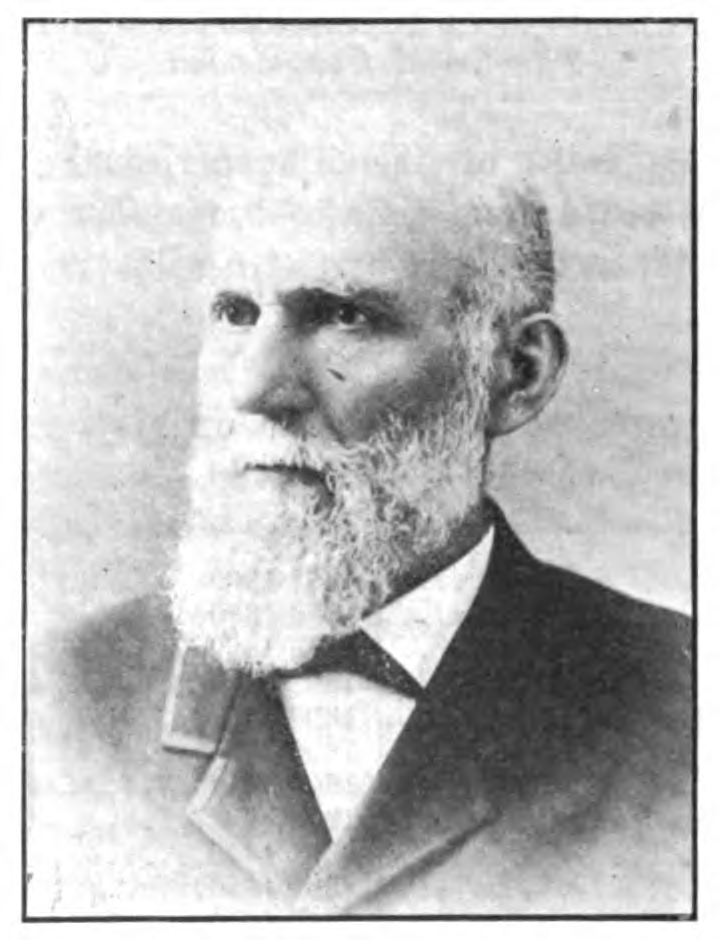
Allen T. Wikoff

Allen Trimble Wikoff (* 15. November 1825 im Adams County, Ohio; † 22. Juli 1902 in Columbus, Ohio) war ein US-amerikanischer Offizier, Jurist und Politiker (Republikanische Partei). Er war von 1873 bis 1875 Secretary of State von Ohio.

## Werdegang
Allen Trimble Wikoff wurde 1825 auf einer Farm im Adams County geboren. Über seine Jugendjahre ist nichts bekannt. Während des Bürgerkrieges verpflichtete er sich 1862 als Lieutenant in der 91. Ohio Volunteer Infantry. Er wurde zum Captain befördert und diente bis zum Ende des Krieges. Danach ließ er sich in Columbus nieder. Dort studierte er Jura und erhielt seine Zulassung als Anwalt. 1871 wurde er Chief Clerk im Büro des Secretary of State von Ohio Isaac R. Sherwood. Wikoff wurde 1872 von den Republikanern für das Amt des Secretary of State nominiert. Bei der Wahl besiegte er den Demokraten Aquila Wiley und Ferdinand Schumacher von der Progressive Party. 1874 wurde er erneut nominiert, verlor aber gegen den Demokraten William Bell junior. Bei der Wahl trat auch John R. Buchtel von der Progressive Party an.
Wikoff hatte 1874, 1875 und 1876 den Vorsitz im Republican State Executive Committee. Gouverneur Rutherford B. Hayes ernannte ihn 1876 zum Adjutant General. Im selben Jahr wurde er in das National Republican Committee gewählt. Er trat nach einer Sitzung von dem Posten zurück.
Präsident Ulysses S. Grant ernannte ihn im Februar 1877 zum Pension Agent für den Staat Ohio. Die Präsidenten Rutherford B. Hayes und Chester A. Arthur bestätigten ihn 1881 erneut im Amt. Er hielt den Posten bis zum 31. Juli 1885, als Präsident Grover Cleveland ihn durch einen Demokraten ersetzte. 
Wikoff wurde im Dezember 1885 zum Konkursverwalter der Cleveland and Marietta Railroad ernannt. Er hielt den Posten bis 1893 inne. Gouverneur Asa S. Bushnell berief ihn 1896 in die Ohio Canal Commission. Wikoff wurde 1900 durch Gouverneur George K. Nash im Amt bestätigt. Er bekleidete den Posten bis zu seinem Tod. Sein Leichnam wurde auf dem Green Lawn Cemetery beigesetzt.